# جورج ليتل (لاعب كرة قدم أمريكية)
جورج ليتل (بالإنجليزية: George Little)‏ هو لاعب كرة قدم أمريكية أمريكي، ولد في 27 يونيو 1963 في دوكيوسن في الولايات المتحدة.

## وصلات خارجية
- جورج ليتل على موقع مرجع كرة القدم المحترفة.كوم (الإنجليزية)
- جورج ليتل على موقع JustSportsStats.com (الإنجليزية)